# Heterocythereis
Heterocythereis is een geslacht van kreeftachtigen uit de klasse van de Ostracoda (mosselkreeftjes).

## Soorten
- Heterocythereis aspra Barbeito-Gonzalez, 1971
- Heterocythereis chilensis Hartmann, 1962
- Heterocythereis hypocritus Olteanu, 1976 †
- Heterocythereis intima Olteanu, 1976 †
- Heterocythereis otsuchiensis Ikeya & Zhou in Ikeya, Zhou & Sakamoto, 1992
- Heterocythereis reticulata Schornikov, 1969
- Heterocythereis retrocostata Ciampo, 1986 †
- Heterocythereis voraginosa Athersuch, 1979